# Devanagari
Vous lisez un « bon article » labellisé en 2007.
Cette page contient des caractères d'alphasyllabaires indiens. En cas de problème, consultez Aide:Unicode.
Pour les articles homonymes, voir Nagari.
La devanagari, du sanskrit देवनागरी (devanāgarī), est une écriture alphasyllabaire utilisée pour le sanskrit, le prâkrit, le hindi, le népalais, le marathi et plusieurs autres langues indiennes. C’est une des écritures les plus employées en Inde du Nord et au Népal.

## Histoire

### Origine
Comme la quasi-totalité des écritures indiennes, la devanagari descend de l'écriture brahmi,, plus précisément de l'écriture gupta.
On retrace les origines de la devanagari autour du XIIe siècle, vraisemblablement comme une modification du siddham. Elle remplaça peu à peu l'écriture sharda dans une grande partie du nord de l'Inde.
La devanagari est maintenant l'une des écritures les plus employées de l'Inde, étant majoritairement utilisée pour écrire le hindi, langue de loin la plus parlée en Inde. Le hindi écrit en devanagari est également une langue officielle de l'Inde, il en est de même pour le népalais écrit en devanagari, « langue de la nation » du Népal. Cette écriture sert aussi à écrire entre autres le marâthî et le sindhi. Traditionnellement, dans le nord de l'Inde, c'est avec elle qu'on écrivait le sanskrit.
Des langues moins parlées utilisent également cette écriture : le bihari (et le maïthili), le bhili, le konkani, le bhodjpuri, le nepalbhasa. Il arrive que le cachemiri fasse également usage de la devanagari, bien qu'il utilise principalement l'alphabet arabe sous une forme modifiée.

### Étymologie
Le terme devanagari vient du sanskrit. Il se décompose en :
- देव (deva) : divin[9] ;
- नागरी (nāgarī) : féminin de नागर (nāgara), citadin[10].

Ce mot qualifie donc cette écriture de « citadine divine ». Le nom peut aussi être abrégé en « nagari ».

## Caractéristiques générales

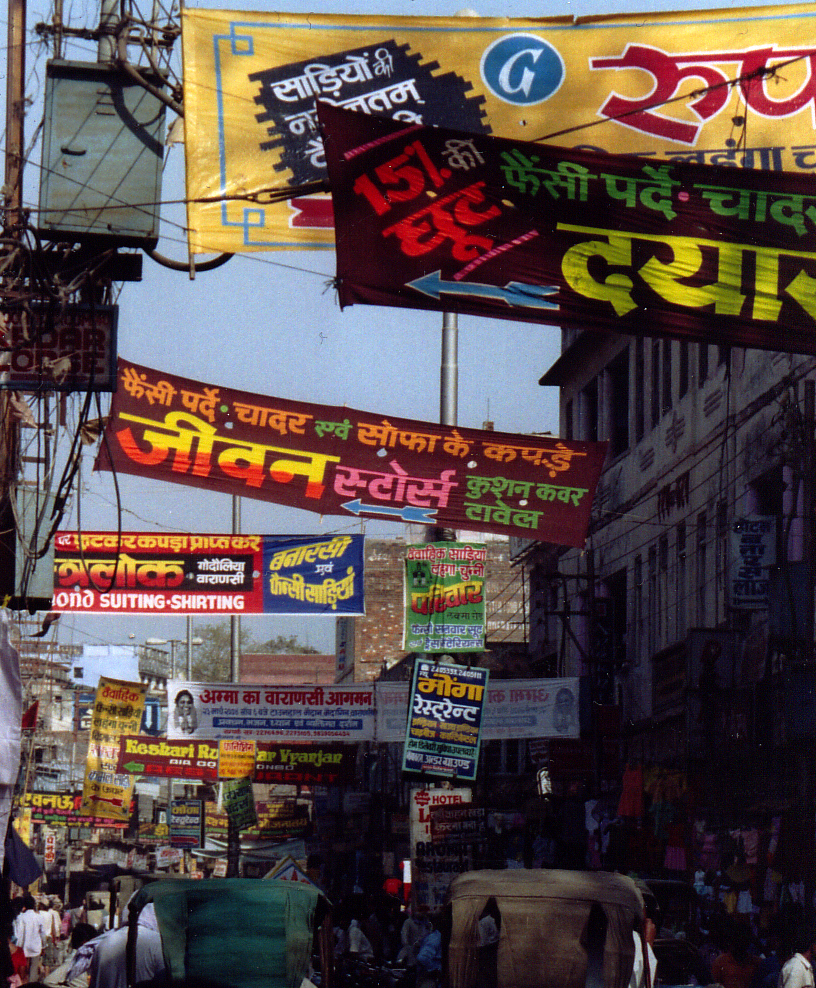
Affichage commercial utilisant la devanagari (ici à Varanasi).

La devanagari s’écrit horizontalement, de gauche à droite, ne fait pas de distinction entre majuscules et minuscules. Elle est reconnaissable à la barre horizontale (« potence », « ligne de tête ») continue sous laquelle sont attachés les caractères. Cette barre s'interrompt brièvement pour certains caractères ouverts en haut. Elle est également interrompue entre les mots dans les langues modernes mais peut recouvrir plusieurs mots d'affilée en sanskrit dans le cas des composés et des sandhi. Dans l'écriture manuscrite, la barre est tracée après avoir écrit un mot en entier.
Elle utilise maintenant les mêmes signes de ponctuation que l’alphabet latin, sauf parfois pour les fins de vers et de phrases dans l’écriture traditionnelle. Il existe des variantes pour certains caractères.
C'est une écriture quasiment phonétique, où un symbole représente toujours le même phonème, même s'il existe quelques variations d'une langue ou d'un dialecte à l'autre. L'unité de base — appelée akshara (du sanskrit अक्षर (akṣara), signifiant « lettre, caractère ») — est constituée soit d'un groupement d'une ou plusieurs consonnes consécutives éventuellement suivies d'une voyelle, soit d'une voyelle seule. Lorsqu'une voyelle suit une consonne, elle est représentée par un signe diacritique attaché à cette consonne. Lorsque plusieurs consonnes se suivent, elles sont représentées par une ligature. L’akshara constitue souvent, mais pas toujours, une syllabe d'un mot.

### Contraintes de présentation
La barre horizontale sous laquelle s’inscrivent la plupart des lettres de base est jointive graphiquement avec les barres horizontales des lettres de base précédentes et suivantes, quand elles en ont une. Lors de la justification de texte, il est permis d’allonger l’interlettrage entre les aksharas, en conservant cette jonction graphique qui identifie les mots. Mais la forme graphique de l’akshara reste normalement inchangée (en particulier, le demi-glyphe vertical danda, lié graphiquement à la droite de certaines lettres pleines et qui représente graphiquement la voyelle implicite dans la lettre pleine, ne doit pas s’écarter du demi-glyphe représentant la lettre morte correspondante).
Les aksharas délimitant les syllabes, la césure est permise presque n’importe où dans un mot entre deux aksharas. Toutefois, pour que cette césure respecte les syllabes phonétiques ou sémantiques, la devanagari permet de transcrire un groupe de consonnes en deux parties distinctes en forçant la dernière consonne du premier groupe à adopter une forme pleine explicitement privée de sa voyelle associée, mais malgré tout séparable. Dans ce cas, ce groupe de consonnes est lié logiquement à l’akshara précédente terminé par une voyelle comme si c'était des consonnes finales, et la césure dans ce cas ne sera pas permise avant ce groupe de consonnes.

## Exemple
Texte en devanagari (langue hindi)
सभी मनुष्यों को गौरव और अधिकारों के मामले में जन्मजात स्वतन्त्रता और समानता प्राप्त है। उन्हें बुद्धि और अन्तरात्मा की देन है और परस्पर उन्हें भाईचारे के भाव से बर्ताव करना चाहिये।
Texte en transcription latine (IAST)
Sabhī manuṣyoṃ ko gaurav aur adhikāroṃ ke māmle meṃ janmajāt svatantratā aur samāntā prāpt hai. Unheṃ buddhi aur antrātmā kī den hai aur parspar unheṃ bhāīcāre ke bhāv se bartāv karnā cāhiye.
Traduction en français
Tous les êtres humains naissent libres et égaux en dignité et en droits. Ils sont doués de raison et de conscience et doivent agir les uns envers les autres dans un esprit de fraternité.

## L’alphasyllabaire
L'écriture devanagari différencie de façon fondamentale les voyelles des consonnes dans le fonctionnement de leur représentation.

### Voyelles

La lettre क accompagnée des matras (en rouge) associées respectivement aux voyelles अ, आ, इ, ई, उ, ऊ, ऋ, ॠ, ए, ऐ, ओ et औ.

Une voyelle peut être rendue par deux signes différents selon qu’elle suit une consonne (forme dépendante) ou non (forme indépendante) :
- dans le premier cas, la voyelle dépendante est représentée par un signe diacritique — appelé matra[22] (मात्रा) — qui peut être lié à droite, à gauche, en dessous ou au-dessus de la consonne après laquelle elle est prononcée ;
- dans le second cas, la voyelle indépendante est une akshara à part entière.

(Beaucoup de glyphes ont une prononciation très différente selon les langues. Ils sont présentés avec "/" séparant les variantes.)
| Voyelle indépendante | Voyelle dépendante après प | Transcription | Prononciation (API)                                  |
| -------------------- | -------------------------- | ------------- | ---------------------------------------------------- |
| अ                    | प (seul)                   | a             | [ɐ] / [ǝ] / [ɔ] / [o] / [ɵ]                          |
| आ                    | पा                          | ā             | [ɑː] / [a]                                           |
| इ                    | पि                          | i             | [i] / [ɪ]                                            |
| ई                    | पी                          | ī             | [iː] / [i]                                           |
| उ                    | पु                          | u             | [u]/ [ʊ]                                             |
| ऊ                    | पू                          | ū             | [uː] / [u]                                           |
| ऋ                    | पृ                          | ṛ             | ɻ / ɾi / ru                                          |
| ॠ                    | पॄ                          | ṝ             | ɹː / ruː                                             |
| ऌ                    | पॢ                          | ḷ             | l̩ / li / lru                                         |
| ॡ                    | पॣ                          | ḹ             | l̩ː / liː / lruː                                      |
| ऍ                    | पॅ                          | ê             | [ɛ]                                                  |
| ऎ                    | पॆ                          | ĕ             | [ĕ]                                                  |
| ए                    | पे                          | e / ē         | [eː] / [e] / / [ɛ] / [æ] / [aĭ]                      |
| ऐ                    | पै                          | ai            | [ɛ] / [əɪ̆] / [ɑɪ̆] / [eː] / [æː] / [oɪ̆] / [ɔɪ̆] / [ɵĭ] |
| ऑ                    | पॉ                          | ô             | [ɔ]                                                  |
| ऒ                    | पॊ                          | ŏ             | [ŏ]                                                  |
| ओ                    | पो                          | o / ō         | [oː] / [o] / [ʊ] / [aŭ]                              |
| औ                    | पौ                          | au            | [ɔ] / [əŭ] / [aŭ] / [oː] / [ɵŭ] / [oŭ] / [ɔŭ]        |

Les voyelles [u] et [uː] ne s'écrivent pas avec les matras habituelles quand elles suivent un र isolé :
| Voyelle indépendante | Voyelle dépendante |
| -------------------- | ------------------ |
| उ                    | रु                  |
| ऊ                    | रू                  |

#### Nasalisation
Il y a plusieurs cas de nasalisation de consonnes ou de voyelles pouvant être rendus :
- soit par un bindu (बिन्दु), un point suscrit (par exemple avec अ : अं)
- soit par un candrabindu (चन्द्रबिन्दु) un point surmontant une demi-lune (ici avec अ : अँ)

Lorsque la première consonne d'une combinaison est une nasale et est suivie d'une consonne de la même classe articulatoire, elle peut être représentée par un bindu placé sur l’akshara précédent.
Cette nasalisation s'appelle anusvara (अनुस्वार). Devant ह anusvara représente une nasale vélaire (api [ŋ]).
Ainsi la labiale म peut être affichée comme un anusvara quand elle précède la labiale ब, la dentale न quand elle précède la dentale त ou स, etc.
En sanskrit, la voyelle précédant le bindu est également nasalisée, mais pas en hindi/ourdou.
|             | Devant             | l'anusvara signifie | Exemple      |
| Vélaire     | क, ख, ग, घ ou ह    | ङ                   | पंखा = पङ्खा     |
| Palatales   | च, छ, ज ou झ       | ञ                   | शतरंज = शतरञ्ज |
| Rétroflexes | ट, ठ, ड ou ढ       | ण                   | गुंडा = गुण्डा     |
| Dentales    | त, थ, द, ध, ल ou स | न                   | अंतर = अन्तर   |
| Labiales    | प, फ, ब ou भ       | म                   | संभव = सम्भव   |

La nasalisation de voyelle s'appelle anunasika (अनुनासिक). Elle est rendue par un bindu ou un candrabindu.
En hindi moderne, le candrabindu est rarement utilisé et le bindu seul presque systématique. Une solution parfois retenue est d'utiliser le candrabindu quand l’akshara n'est surmonté d'aucun signe, le point seul quand le graphe syllabique est accompagné d'un matra. Dans ce cas, le point est à droite de celui-ci.
| Voyelle indépendante non-nasalisée | Voyelle indépendante nasalisée | Voyelle dépendante après प |
| ---------------------------------- | ------------------------------ | -------------------------- |
| अ                                  | अँ                              | पँ                          |
| आ                                  | आँ                              | पाँ                          |
| इ                                  | इँ                              | पिंँ (पिं)                      |
| ई                                  | ईं                              | पीँ (पीं)                      |
| ए                                  | एँ                              | पेँ (पें)                      |
| ओ                                  | ओं                              | पोँ (पों)                      |

Exemple de distinction anusvara / anunasika
- Hindi : पंचम [pɐɲc͡çɐm] / पाँचवाँ [pãc͡çβ̞ã]
- Sanskrit : हंस [hɐ̃ns] / हँस [hɐ̃snɐ̙ː]

#### Autres signes diacritiques
La devanagari dispose d'autres signes diacritiques se plaçant après une voyelle :
| Diacritique (ici après ए) | Appellation      | Fonction |
| ------------------------- | ---------------- | --- |
| एऽ                        | avagraha (अवग्रह) | utilisé pour prolonger le son d'une voyelle (en marâthî, le signe marque explicitement la non-élision de la voyelle implicite en fin de mot, cette élision étant généralement implicite et non marquée) |
| एः                         | visarga (विसर्ग)   | est un [h] sourd. Il est le plus souvent prononcée comme un [h] coloré de la voyelle précédente assourdie.                                                                                              |

### Consonnes

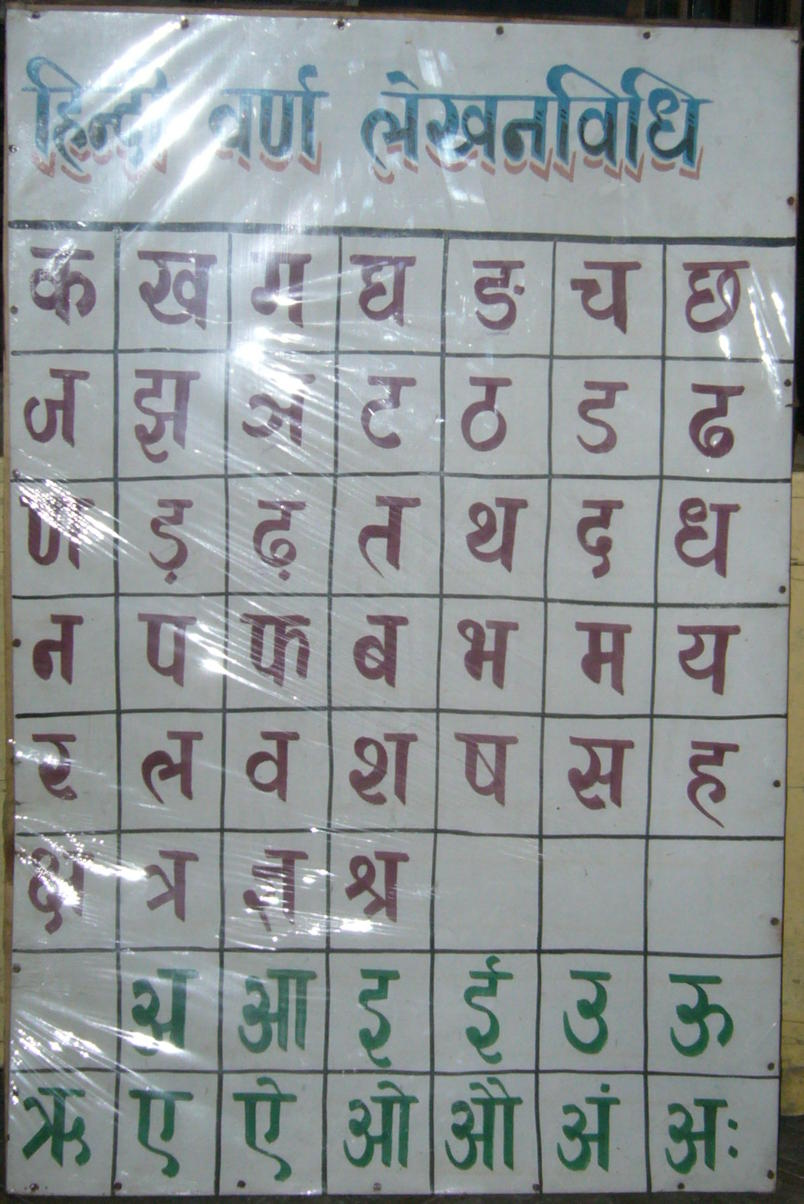
Pancarte dans une école indienne montrant les signes de la devanagari classés selon l'ordre classique (phonétique) généralement utilisé.

Lorsqu’une consonne n'est ni directement précédée ni directement suivie d’une autre consonne, elle est représentée par un symbole de base (forme pleine). Dans ce cas elle est prononcée suivie de la voyelle implicite [ə], ou parfois prononcée sans voyelle du tout dans certains cas dans des langues comme le hindi. De nombreux glyphes de consonnes comportent une barre verticale appelée danda.
Si la consonne est suivie du signe diacritique sanskrit virama (विराम), aucune voyelle n'est prononcée. Ce signe est attaché en dessous du danda final de la consonne pleine, ou centré dessous si le signe de la consonne pleine ne comporte pas de danda : क् (ici accompagnant क). Il est appelé halant (हलन्त) en hindi.
La devanagari distingue les consonnes occlusives aspirées de celles qui ne le sont pas, et les dentales des rétroflexes.
|              | Plosives   | Plosives     | Plosives   | Plosives     | Plosives  | Non-plosives | Non-plosives      | Non-plosives |
| Sourdes      | Sourdes    | Sonores      | Sonores    | Nasales      | Sonantes  | Fricatives   | Spirante latérale |              |
| non-aspirées | aspirées   | non-aspirées | aspirées   | Nasales      | Sonantes  | Fricatives   | Spirante latérale |              |
| Vélaires     | क [k] (k)  | ख [kʰ] (kh)  | ग [ɡ] (g)  | घ [ɡʱ] (gh)  | ङ [ŋ] (ṅ) |              |                   |              |
| Palatales    | च [c͡ç] (c) | छ [c͡çʰ] (ch) | ज [ɟ͡ʝ] (j) | झ [ɟ͡ʝʱ] (jh) | ञ [ɲ] (ñ) | य [j] (y)    | श [ç] (ś)         |              |
| Rétroflexes  | ट [ʈ] (ṭ)  | ठ [ʈʰ] (ṭh)  | ड [ɖ] (ḍ)  | ढ [ɖʱ] (ḍh)  | ण [ɳ] (ṇ) | र [r] (r)    | ष [ʂ] (ṣ)         | ळ [ɭ] (ḷ)    |
| Dentales     | त [t̪] (t)  | थ [t̪ʰ] (th)  | द [d̪] (d)  | ध [d̪ʱ] (dh)  | न [n] (n) | ल [l] (l)    | स [s] (s)         |              |
| Labiales     | प [p] (p)  | फ [pʰ] (ph)  | ब [b] (b)  | भ [bʱ] (bh)  | म [m] (m) | व [β̞] (v)    |                   |              |
| Glottale     |            |              |            |              |           |              | ह [ɦ] (h)         |              |

Quand un mot est terminé par un akshara surmonté d'un anusvara qui ne sert pas à nasaliser une voyelle, cet anusvara représente म्. Par exemple ग्रामं = ग्रामम्.

#### Consonnes nouvelles
Pour transcrire des sons non-natifs de la devanagari, et d'autres sons qui n'existaient pas en sanskrit, certaines consonnes sont souscrites d'un point appelé nuqtā.
| Symbole | Transcription | Prononciation (API) |
| ------- | ------------- | ------------------- |
| क़       | q             | [q]                 |
| ख़       | x             | [x]                 |
| ग़       | ġ             | [ʀ]                 |
| ज़       | z             | [z]                 |
| ड़       | ṛ             | [ɽ]                 |
| ढ़       | ṛh            | [ɽʱ]                |
| फ़       | f             | [f]                 |

### Combinaisons

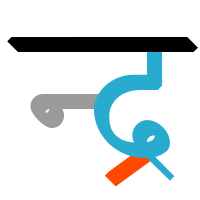
Combinaison de consonnes regroupant dans l'ordre न (en gris), द (en bleu) et र (en rouge).

Quand plusieurs consonnes sont prononcées d'affilée (sans voyelle intermédiaire), la devanagari utilise des combinaisons de consonnes qui regroupent plusieurs symboles de consonnes formant une ligature. Elle peut être soit une simple compression graphique des consonnes attachées entre elles, soit un glyphe entièrement nouveau. Elle peut être complétée d'une voyelle sous forme de matra classique qui s'applique à l'ensemble de la combinaison créée. La ligature résultant d'une combinaison et son éventuelle voyelle forment un akshara.
Une combinaison peut aussi être représentée en apposant simplement un virama à la première consonne.

#### Regroupement par la droite
Dans le cas général le plus simple, quand la première consonne (en forme pleine) est bordée à droite par un danda, elle est combinée à l’autre en perdant son danda et en se collant à la suivante. De même क et फ voient leur extrémité droite atrophiée.
| 1re consonne | 2e consonne | Combinaison |
| ------------ | ----------- | ----------- |
| स            | त           | स्त          |
| ब            | द           | ब्द          |
| ष            | य           | ष्य          |
| क            | य           | क्य          |
| फ़            | त           | फ़्त          |

#### Abréviation de la seconde consonne
Dans quelques cas, c'est la deuxième consonne de la combinaison qui est atrophiée, la première gardant sa forme initiale. Ainsi lorsque द est la première consonne d'une combinaison, la deuxième vient en général se coller en bas à sa gauche après avoir perdu son danda. Bien que bordée d'un danda, श peut prendre une forme spéciale — elle-même bordée d'un danda — quand elle est la première d'une combinaison et que la deuxième consonne est व, र, च ou न, la deuxième consonne venant alors se coller en bas à sa gauche. Cependant la forme habituelle avec une simple absence du danda peut se rencontrer également. En première position d'une combinaison ह, elle, reçoit en bas à gauche la consonne suivante, ou bien s'ouvre par la droite.
| 1re consonne | 2e consonne | Combinaison |
| ------------ | ----------- | ----------- |
| द            | व           | द्व          |
| द            | ध           | द्ध          |
| श            | व           | श्व          |
| ह            | म           | ह्म          |
| ह            | व           | ह्व          |

#### Le cas de र
La consonne र prend des formes très particulières dans les combinaisons.
Si elle suit une consonne munie d'un danda dans sa forme pleine, र est généralement représentée sous la forme d’un segment oblique accroché en bas à gauche du danda. Lorsque cette consonne précédente ne comporte pas de danda, र est représentée sous la forme d'un segment oblique joint attaché sous la consonne précédente en forme pleine (lorsque celle-ci comprend un danda où vient s'attacher latéralement ce segment), ou de deux segments obliques joints par le haut et attachés sous la consonne précédente en forme pleine (ne comprenant pas de danda).
Quand र précède une autre consonne, elle est représentée sous forme d’un arc de cercle courbé vers la droite, placé en haut à droite de l’akshara (c’est-à-dire le groupe de consonnes qui suit et qui peut lui-même former une ligature ou être accompagné d'une voyelle dépendante) à laquelle elle appartient.
| 1re partie | 2e partie | Combinaison |
| ---------- | --------- | ----------- |
| क          | र         | क्र          |
| प          | र         | प्र          |
| ग          | र         | ग्र          |
| ट          | र         | ट्र          |
| र          | त         | र्त          |
| र          | चा         | र्चा          |
| र          | र         | र्र          |

#### Cas particuliers
Il existe enfin des combinaisons particulières pour lesquelles les formes initiales sont très modifiées voire inapparentes.
| 1re consonne | 2e consonne | Combinaison |
| ------------ | ----------- | ----------- |
| त            | त           | त्त          |
| त            | र           | त्र          |
| क            | त           | क्त          |
| द            | द           | द्द          |
| द            | य           | द्य          |
| द            | म           | द्म          |
| ज            | ञ           | ज्ञ          |
| क            | ष           | क्ष          |

L’écriture devanagari traditionnelle utilise des centaines de ces ligatures spécifiques, toutefois aucune n'est essentielle à la lecture, tant que le signe virama permettant la distinction des consonnes mortes et vives est bien représenté.

## Autres symboles et ponctuation
| Symbole | Appellation                                                | Fonction                                                                                  |
| ------- | ---------------------------------------------------------- | ----------------------------------------------------------------------------------------- |
| ।       | danda (दण्ड), (khadi) pai (खड़ी पाई) ou purna virama (पूर्ण विराम) | marque la fin d’un vers en poésie ou dans un texte religieux, ou bien la fin d'une phrase |
| ॥       | double danda                                               | marque de fin de paragraphe ou d’une strophe en poésie                                    |
| ॰       |                                                            | symbole d’abréviation placé après un akshara                                              |
| ॐ       | Om̐                                                         | symbole sacré hindou Om̐                                                                   |
| प॑       | udatta (उदात्त)                                              | accentuation pour la prononciation de certains textes en sanskrit                         |
| प॒       | anudatta (अनुदात्त)                                           | accentuation pour la prononciation de certains textes en sanskrit                         |

## Chiffres
Bien qu'étant de plus en plus souvent utilisée avec les chiffres arabes, la devanagari dispose de ses propres symboles pour ceux-ci :
| Chiffre devanagari | ० | १ | २ | ३ | ४ | ५ | ६ | ७ | ८ | ९ |
| Chiffre arabe      | 0 | 1 | 2 | 3 | 4 | 5 | 6 | 7 | 8 | 9 |

Ils sont empruntés à la brahmî.

## Variantes
En plus de légères différences esthétiques dans certains cas, la devanagari connaît d'importantes variations dans la représentation des symboles अ, आ, ओ, औ, ण et झ.
| Forme courante | Forme alternative |
| -------------- | ----------------- |
|                |                   |
|                |                   |
|                |                   |
|                |                   |
|                |                   |
|                |                   |

## Ordre lexicographique
De même que l'alphabet latin suit l'ordre alphabétique, la devanagari suit un ordre, notamment utilisé dans les dictionnaires.
On a d'abord les voyelles dans l'ordre अ, आ, ॲ, ऑ, इ, ई, उ, ऊ, ऋ, ॠ, ऌ, ॡ, ए, ऐ, ओ, औ, puis les signes de nasalisations (anusvara ou candrabindu) suivi de visarga, et enfin les consonnes dans l'ordre क, ख, ग, घ, ङ, च, छ, ज, झ, ञ, ट, ठ, ड, ढ, ण, त, थ, द, ध, न, प, फ, ब, भ, म, य, र, ल, व, श, ष, स, ह, (le tableau des symboles de consonnes dans cet article indique la logique que suit l'ordre jusqu'au म). Une consonne marquée d'un nuqta suit immédiatement la consonne non marquée.

## Codage informatique
L'alphasyllabaire est représenté dans Unicode par les blocs suivants :

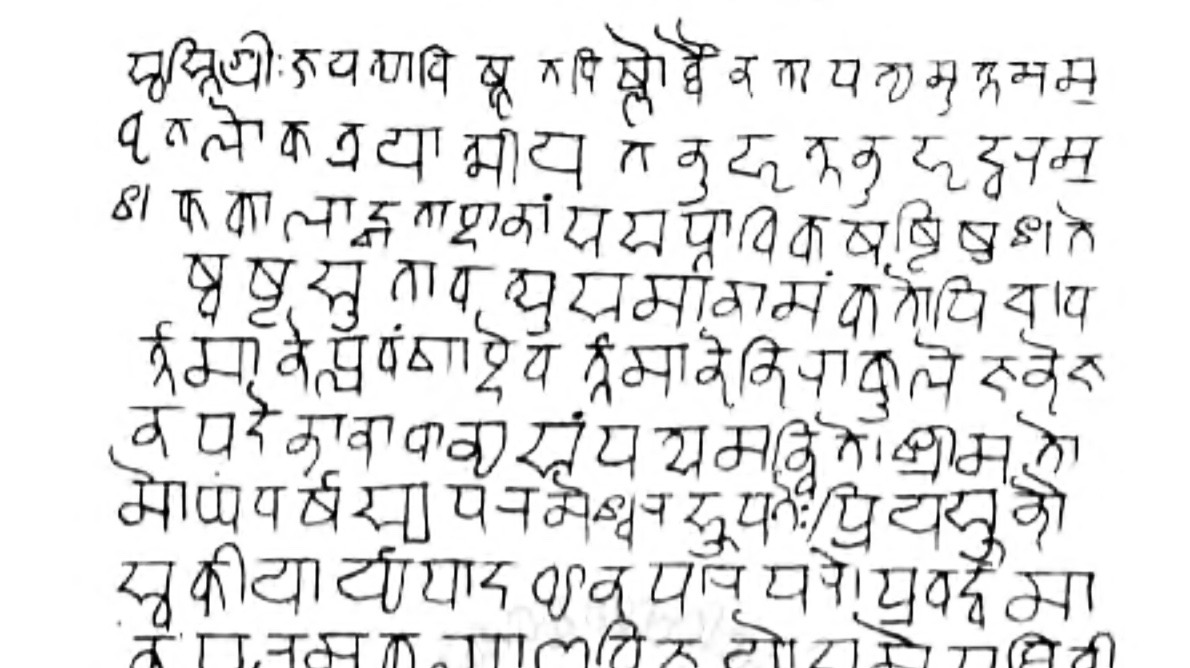
Xe siècle : inscription en devanagari sur pierre, Kaladgi Karnataka.

| en fr  | 0 | 1 | 2 | 3 | 4 | 5 | 6 | 7 | 8 | 9 | A | B | C | D | E | F |
| ------ | - | - | - | - | - | - | - | - | - | - | - | - | - | - | - | - |
| U+0900 | कऀ | कँ | कं | कः | ऄ | अ | आ | इ | ई | उ | ऊ | ऋ | ऌ | ऍ | ऎ | ए |
| U+0910 | ऐ | ऑ | ऒ | ओ | औ | क | ख | ग | घ | ङ | च | छ | ज | झ | ञ | ट |
| U+0920 | ठ | ड | ढ | ण | त | थ | द | ध | न | ऩ | प | फ | ब | भ | म | य |
| U+0930 | र | ऱ | ल | ळ | ऴ | व | श | ष | स | ह | कऺ | कऻ | क़ | ऽ | का | कि |
| U+0940 | की | कु | कू | कृ | कॄ | कॅ | कॆ | के | कै | कॉ | कॊ | को | कौ | क् | कॎ | कॏ |
| U+0950 | ॐ | क॑ | क॒ | क॓ | क॔ | कॕ | कॖ | कॗ | क़ | ख़ | ग़ | ज़ | ड़ | ढ़ | फ़ | य़ |
| U+0960 | ॠ | ॡ | कॢ | कॣ | । | ॥ | ० | १ | २ | ३ | ४ | ५ | ६ | ७ | ८ | ९ |
| U+0970 | ॰ | ॱ | ॲ | ॳ | ॴ | ॵ | ॶ | ॷ | ॸ | ॹ | ॺ | ॻ | ॼ | ॽ | ॾ | ॿ |

| en fr  | 0 | 1 | 2 | 3 | 4 | 5 | 6 | 7 | 8 | 9 | A | B | C | D | E | F |
| ------ | - | - | - | - | - | - | - | - | - | - | - | - | - | - | - | - |
| U+A8E0 | क꣠ | क꣡ | क꣢ | क꣣ | क꣤ | क꣥ | क꣦ | क꣧ | क꣨ | क꣩ | क꣪ | क꣫ | क꣬ | क꣭ | क꣮ | क꣯ |
| U+A8F0 | क꣰ | क꣱ | ꣲ | ꣳ | ꣴ | ꣵ | ꣶ | ꣷ | ꣸ | ꣹ | ꣺ | ꣻ | ꣼ | ꣽ | ꣾ | कꣿ |

| en fr   | 0 | 1 | 2 | 3 | 4 | 5 | 6 | 7 | 8 | 9 | A | B | C | D | E | F |
| ------- | - | - | - | - | - | - | - | - | - | - | - | - | - | - | - | - |
| U+11B00 | 𑬀 | 𑬁 | 𑬂 | 𑬃 | 𑬄 | 𑬅 | 𑬆 | 𑬇 | 𑬈 | 𑬉 |   |   |   |   |   |   |
| U+11B10 |   |   |   |   |   |   |   |   |   |   |   |   |   |   |   |   |
| U+11B20 |   |   |   |   |   |   |   |   |   |   |   |   |   |   |   |   |
| U+11B30 |   |   |   |   |   |   |   |   |   |   |   |   |   |   |   |   |
| U+11B40 |   |   |   |   |   |   |   |   |   |   |   |   |   |   |   |   |
| U+11B50 |   |   |   |   |   |   |   |   |   |   |   |   |   |   |   |   |

## Tibétain
Thonmi Sambhota, ministre de Songtsen Gampo, le 33e roi du Tibet aurait créé l'écriture tibétaine à partir de l'alphabet indien devanâgarî. Selon Eugène Burnouf, l'écriture tibétaine se rapproche plus de la devanagari ancienne que de la devanagari actuelle.